# Звечарке (филм)
Звечарке је предстојећи српски драмски филм из 2025. године. Филм је режирао Никола Љуца, који је написао и сценарио заједно са Сташом Бајац и Вуком Бошковићем.

## Радња
Звечарке су драма са елементима саспенс трилера и мелодраме, смештена у данашњу Србију. Ово је филмска прича о личним, корпоративним и државним интересима који се сукобљавају са љубавима, пријатељствима и моралним начелима; у фокусу има младе људе и њихов интимни простор и изборе, њихове личне одлуке и морална начела, под којим ће живети и волети у капиталистичком поретку без милости.
Главна јунакиња Нађа је некадашња активисткиња невладине организације за људска права, која сада ради као асистенткиња Миланки, директорки Магнолије. Ова велика корпорација купује фабрику некадашњег гиганта металопрерађивачке индустрије у конзорцијуму са страним инвеститорима, да би је претворила у обрадиво земљиште.
Борис, Нађин бивши дугогодишњи дечко и колега из истраживачке организације, враћа се из Италије у Србију и почиње да ради за Савића, бизнисмена са политичким амбицијама.
Након што Нађу и Бориса опет повеже посао, упадају у вртлог личних, корпоративних и државних интереса, а судбина и будућност великог броја људи зависиће од одлука неколицине.

## Улоге
| Глумац            | Улога           |
| ----------------- | --------------- |
| Ивана Вуковић     | Нађа            |
| Милан Марић       | Борис           |
| Јасна Ђуричић     | Миланка         |
| Тарик Филиповић   | бизнисмен Савић |
| Борис Исаковић    |                 |
| Милош Лучић       |                 |
| Драгана Дабовић   |                 |
| Милица Трифуновић |                 |
| Сунчица Милановић |                 |
| Раде Маричић      |                 |
| Александар Ђурица |                 |